# 杨直民
杨直民（1931年—），男，河北唐山人，中国农业科学技术史学家、农业图书馆学专家，曾任中国科学技术史学会常务理事。